# Runes of Magic
Runes of Magic es un videojuego de rol multijugador masivo en línea (MMORPG) gratuito desarrollado por el estudio taiwanés Runewaker Entertainment y adaptado a varios mercados europeos y americanos por la empresa alemana Frogster Interactive. Después de haber pasado por una fase de beta pública, el videojuego fue lanzado oficialmente el 19 de marzo de 2009. Posteriormente, el Capítulo II - The Elven Prophecy, una importante actualización del juego, fue lanzado el 15 de septiembre de 2009, tanto por descarga directa como en tiendas especializadas, y varios meses después, el 18 de mayo de 2010, se publicó oficialmente un nuevo capítulo del juego, el Capítulo III - The Elder Kingdoms, de la misma forma que el anterior. El 16 de agosto de 2010, Frogster anunció que se habían registrado cuatro millones de usuarios en todo el mundo. El último capítulo de la saga, el Capítulo IV - Land of Despair, fue lanzado el 16 de junio de 2010.
La descarga del cliente de juego es gratuita, y no es necesario pagar una cuota de suscripción mensual, ya que el servicio se mantiene gracias a las transacciones de dinero real mediante la Tienda de Artículos de Runes of Magic.
El juego fue adquirido por Gameforge cuando la compañía compró el 60 por ciento de las acciones de Frogster Interactive.

## Sistema de juego
El juego contiene la posibilidad de tener tres clases al mismo tiempo. Tres son las razas que se pueden escoger - Humanos, Elfos y Enanos- y diez diferentes clases, lo que da un total de 112 combinaciones diferentes. Las razas tienen restricciones de clase, lo que significa que un elfo nunca podrá ser un Caballero o un Sacerdote mientras que un humano jamás podrá elegir las clases de Alcaide o Druida. Durante el juego, los personajes pueden coger dos de las tres clases elegidas y llevarlas al mismo tiempo, eligiendo una como clase principal y otra secundaria. La combinación de las dos clases proporciona algunas habilidades únicas que ninguna otra combinación tiene.
Las posibilidades de la batalla Jugador contra Jugador (PvP) es en duelos o en batallas de gremio. Cada gremio puede construir su propio castillo lo que le proporciona a todos los miembros del gremio beneficios únicos. Otra de las características con las Cartas de Monstruos. Las Cartas de Monstruos son unas cartas coleccionables que aparecerán al batir a determinados enemigos. La carta sale al azar y contiene beneficios en los atributos del personaje.
Otra de las características del juego son las mascotas. Cada personaje podrá conseguir una o varias mascotas para acompañarlo durante el juego. El personaje debe encargarse de alimentarlo y de enseñarle y ayudarle a subir de nivel para que sea más útil. Las mascotas aparecen de repente, derrotando enemigos. Cuanto más fuerte sea el enemigo en relación con nosotros, más fácil es que salga un Cuy Mágico. Ese Cuy es el que nos dará nuestra nueva mascota.
En el último capítulo se añadió la posibilidad de casarse con otro personaje. Eso da a la pareja beneficios cuando están juntos. También se puede escoger a algunos personajes como amigos y conseguir objetos especiales.

### Clases
Hay diez clases diferentes. Algunas son exclusivas para alguna raza en concreto.
- Caballero: Son los personajes que llevan armaduras pesada y se centran en la defensa. Sus ataques especiales se centran en ataques con escudos y ataques de luz sagrada. Usan un sistema de sellos. Usan maná.
- Guerrero: Maestros en el uso de todo tipo de armas. La ira es la que conduce al guerrero a la batalla y le ayuda a lanzar una combinación de ataques y habilidades para aumentar sus habilidades en combate. Usa la ira, que crece a medida que recibe o produce daño. Tiene un gran aguante, aunque menos que el Caballero.
- Pícaro: Son los personajes más rápidos y los que más daño físico provocan. En distancias cortas utilizan dagas y pueden atacar con proyectiles en distancias largas. A diferencia de los guerreros o exploradores, ellos utilizan técnicas de subterfugio (ocultación) para atacar por la espalda. Tienen mucha destreza, por lo que esquivan muy bien,además de producir muchos golpes críticos. Usan la energía.
- Explorador: Son los maestros en los combates a larga distancia gracias a su habilidad con arco o ballesta. Son capaces de acabar con enemigos en muy poco tiempo. Usan el foco.
- Sacerdote: Además de defender, los sacerdotes curan e incrementan las estadísticas de sus compañeros. Además, pueden devolver a la vida a los compañeros caídos. Pueden usar escudos para defenderse y los hechizos de agua para atacar, pero sobre todo sirven para asistir a su grupo durante el combate. Usan el maná.
- Druidas: Los druidas utilizan la magia natural para su propio beneficio. Es una clase con una gran variedad de hechizos, tanto de curación como de ataque, por lo que esta clase se hace muy especial. Están enfocados en la curación y usan el maná.
- Magos: Atacan con hechizos de fuego y relámpagos y pueden atacar a un gran número de enemigos al mismo tiempo. Además, el conocimiento de los magos les da la habilidad de proteger a sus compañeros del daño o les ayuda a incrementar su fuerza. Son el opuesto a los sacerdotes. Usan maná.
- Alcaide: Este es el personaje que más armas domina de todo el juego. Además, la posibilidad de utilizar armaduras de cota de malla les da una defensa excelente para salir victorioso de la batalla.  Por si eso no fuese poco, tiene una amplia variedad de hechizos para ayudarse a sí mismo o a sus compañeros. Puede invocar una de las tres invocaciones que tiene, para auxiliarlo en combate, y usa el maná.
- Campeador: Es una clase de la raza enana. Es similar a un caballero.
- Brujo: También es de la raza enana. Es similar a un mago, pero ellos utilizan magia oscura y energía psíquica.